# Isa Montalbán
Isabel Montalbán, más conocida como Isa Montalbán (Madrid, 1998), es una actriz española.

## Trayectoria
Diplomada en Arte Dramático en la Central de Cine de Madrid, comenzó su trayectoria participando en el cortometraje Tótem Loba, dirigido por Verónica Echegui. Posteriormente participó en diversas películas como la comedia de acción Xtremo, original de Netflix, la cinta independiente Solo una vez, o el romance adolescente HollyBlood, junto a Óscar Casas.
En 2024 tuvo un papel principal en la serie de Disney+ Las largas sombras, basado en la obra de su mismo nombre, donde interpretó al personaje protagonista de Rita Montero en su versión adolescente. Además, se anunció que formaría parte del elenco protagonista de la serie Manual para señoritas.

## Filmografía

### Cine
| Año  | Título             | Personaje   | Notas        |
| ---- | ------------------ | ----------- | ------------ |
| 2020 | Tótem Loba         | Estíbaliz   | Cortometraje |
| 2021 | Xtremo             | Daniela     |              |
| 2021 | Solo una vez       | Lucía       |              |
| 2022 | Pijamas espaciales | Adolescente |              |
| 2022 | Jupiter Rain       | Ío          | Cortometraje |
| 2022 | Reyes contra Santa | Ana         |              |
| 2022 | HollyBlood         | Sara        |              |

### Televisión
| Año  | Título                | Personaje                  | Notas                         |
| ---- | --------------------- | -------------------------- | ----------------------------- |
| 2021 | El tiempo que te doy  | Chica                      | 1 episodio                    |
| 2024 | Las largas sombras    | Rita Montero (adolescente) | Elenco principal; 6 episodios |
| 2025 | Manual para señoritas | Cristina Mencía            | Elenco principal; 8 episodios |

## Premios y reconocimientos
- Elegida por Vogue como una de los 11 jóvenes talentos de 2021[5]
- Premio AISGE en el Festival Ibérico de Cinema de Badajoz como mejor actriz por su trabajo protagonista en Tótem loba[6] dirigido por Verónica Echegui.
- Roel a la mejor actriz en la 34 Semana de Cine de Medina del Campo por Tótem loba.[7]
- Candidata a actriz revelación de los Premios Goya 2022 por Solo una vez.[8]